# Campeonato Europeu de Hóquei em Patins Masculino de 1926
O Campeonato Europeu de 1926 foi a 1.ª edição oficial do Campeonato Europeu de Hóquei em Patins. Esta competição é organizada pelo CERH.

## Resultados
|            | Inglaterra | França | Alemanha | Suíça | Bélgica | Reino de Itália |
| ---------- | ---------- | ------ | -------- | ----- | ------- | --------------- |
| Inglaterra |            | 2-2    | 9-2      | 8-0   | 13-0    | 14-0            |
| França     |            |        | 2-2      | 3-2   | 7-2     | 4-0             |
| Alemanha   |            |        |          | 1-1   | 4-1     | 6-1             |
| Suíça      |            |        |          |       | 2-1     | 7-0             |
| Bélgica    |            |        |          |       |         | 3-1             |
| Itália     |            |        |          |       |         |                 |

## Classificação final
| Lugar | Seleção    | J | V | E | D | P | GM | GS | Dif. |
| ----- | ---------- | - | - | - | - | - | -- | -- | ---- |
|       | Inglaterra | 5 | 4 | 1 | 0 | 9 | 46 | 4  | +42  |
|       | França     | 5 | 3 | 2 | 0 | 8 | 18 | 8  | +10  |
|       | Alemanha   | 5 | 2 | 2 | 1 | 6 | 15 | 14 | +1   |
| 4     | Suíça      | 5 | 2 | 1 | 2 | 5 | 12 | 13 | -1   |
| 5     | Bélgica    | 5 | 1 | 0 | 4 | 2 | 7  | 27 | -20  |
| 6     | Itália     | 5 | 0 | 0 | 5 | 0 | 2  | 34 | -32  |

| Campeões Europeus 1926 |
| ---------------------- |
| Inglaterra             |
| INGLATERRA 1.º Título  |